# Ioannis Fetfatzidis
Ioannis Fetfatzidis (Græsk: Ιωάννης Φετφατζίδης) (født 21. december 1990 i Drama, Grækenland) er en græsk fodboldspiller, der spiller som offensiv midtbane eller alternativt kantspiller hos Al-Ahli. Han har tidligere spillet for blandt andet Genoa i Italien og græske Olympiakos.

## Landshold
Fetfatzidis står (pr. marts 2018) noteret for 25 kampe og 3 scoringer for Grækenlands landshold, som han debuterede for den 8. oktober 2010 i en EM-kvalifikationskamp mod Letland. 